# Diphtherocome chrysochlora
Diphtherocome chrysochlora là một loài bướm đêm trong họ Noctuidae.